# King Kong (serie animata 2000)
King Kong (Kong: The Animated Series) è una serie televisiva a cartoni animati prodotta da BKN International e Teletoon, ispirata al personaggio di King Kong e prodotta per competere con la serie animata Godzilla: The Series. Sebbene originariamente trasmessa dal 2000 al 2001, venne rilanciata a livello internazionale nel 2005-2006 sull'onda del successo del King Kong di Peter Jackson. In Italia è stata trasmessa su Italia 1 dal gennaio 2006 e in seguito replicata su Boing da giugno 2008 e da JimJam dal febbraio 2012. Dal 2020 venne anche trasmessa nel contenitore Contactoons di CafèTV24, con il titolo King Kong - Uniti si vince.
Nel 2005 venne realizzato un sequel della serie sotto forma di film animato direct-to-video, intitolato Kong - Il re di Atlantis. Nel 2006 uscì un secondo film, stavolta in CGI, dal titolo Kong - Return to the Jungle, inedito in Italia.

## Trama
La serie è ambientata dopo la morte di King Kong per la caduta da un grattacielo; la benefica scienziata Lorna Jenkins ne ha realizzato un clone, creato con il DNA dell'originale unito a quello del nipote Jason, e lo ha riportato sull'Isola del Teschio per proteggerlo dal mondo. Diciotto anni più tardi suo nipote Jason, ora studente universitario, e il suo amico Tan ricevono un'e-mail da Lorna che li invita sull'isola, sede della scienziata. Il loro insegnante Ramon De La Porta manomette l'e-mail, in modo che nel messaggio venga invitato pure lui. Arrivati sull'isola, Ramon svela i suoi veri interessi: rubare le 13 speciali pietre magiche nascoste in un tempio dell'isola, che tengono imprigionato un antico demone chiamato Chiros. Ramon riesce a rubare alcune delle pietre, con cui è intenzionato a conquistare il mondo, causando la liberazione di Chiros. Jason e Tan incontrano in loro soccorso Kong (con cui Jason, da piccolo, aveva stretto amicizia), e una sciamana di nome Lua. Per impedire a Ramon di conquistare il mondo, Jason, Tan, Lua e Kong cominciano un lungo viaggio intorno al mondo per recuperare le pietre, lottando anche contro i giganteschi mostri di Chiros, potenti quanto Kong. In più, Jason può utilizzare lo speciale potere dei cyber-link, affinché lui e la scimmia gigante possano mescolarsi e dare vita ad un furioso eroe combattente.

## Personaggi

### Personaggi principali
- Kong
- Jason Jenkins
- Eric "Tann" Tannenbaum IV
- Lorna Jenkins
- Lua

### Antagonisti
- Professor Ramon De La Porta
- Omar
- Frazetti
- Giggles
- Tiger Lucy
- Chiros

## Episodi

### Prima stagione
1. Il ritorno (prima parte) (The Return: Part 1)
2. Il ritorno (seconda parte) (The Return: Part 2)
3. Potere magico (Primal Power)
4. Il ritorno delle forze oscure (Dark Force Rising)
5. I furti dell'artiglio gigante (The Giant Claw Robberies)
6. Le fiamme del drago (Dragon Fire)
7. La signora del gioco (Mistress of the Game)
8. Rinati (Reborn)
9. La pietra dell'infinito (The Infinity Stone)
10. La notte degli artigli (Night of the Talons)
11. Jack urlante (Howling Jack)
12. Paure nascoste (Hidden Fears)
13. La città addormentata (The Sleeping City)
14. Sul tetto del mondo (Top of the World)
15. Il padrone delle anime (Master of Souls)
16. Billy (Billy)
17. La collera di Enlil (Enlil's Wrath)
18. Estate indiana (Indian Summer)
19. Benvenuti da Ramone (Welcome to Ramon's)
20. La terra del DNA (DNA Land)

### Seconda stagione
1. La maledizione del drago (Curse of the Dragon)
2. La stella blu (Blue Star)
3. Il rinnovo (Renewal)
4. La figlia di Chiros (Chiros' Child)
5. Gli acquanauti (The Aquanauts)
6. Il cobra di fuoco (Cobra God)
7. Windigo (Windigo)
8. Una melodia pericolosa (Dangerous Melody)
9. Paura (Green Fear)
10. Crepuscolo degli Dei (Twilight of the Gods)
11. Incastrati (Framed)
12. La minaccia invisibile (The Invisible Threat)
13. L'eredità di Sir James (Sir James Alex Legacy)
14. Canzoni sacre (Sacred Songs)
15. Quetzalcoatl (Quetzalcoatl)
16. Ritorno all'infanzia (Return to the Redwoods)
17. La tredicesima pietra (The 13th Stone)
18. Intervista alla scimmia (Interview with a Monkey)
19. Menzogne (Lies)
20. Apocalisse (Apocalypse)

## Edizione italiana

### Sigle
- La sigla iniziale e finale italiana, usata per le trasmissioni su Italia 1, testo di Graziella Caliandro, musica di Cristiano Macrì, è cantata da Silvio Pozzoli.
- Nel 2020 è stata realizzata una nuova sigla italiana per le trasmissioni nel contenitore Contactoons su CafèTV24, usata dal 2023 anche su San Marino RTV, intitolata "King Kong, uniti si vince" e cantata da Santo Verduci.

### Doppiaggio
| Personaggi    | Voce originale    | Voce italiana       |
| ------------- | ----------------- | ------------------- |
| Jason         | Kirby Morrow      | Simone D'Andrea     |
| Eric          | Scott McNeil      | Riccardo Lombardo   |
| Dott.sa Lorna | Daphne Goldrick   | Caterina Rochira    |
| Ramon         | David Kaye        | Giovanni Battezzato |
| Lua           | Saffron Henderson | Patrizia Scianca    |
| Chiros        | Paul Dobson       | Marco Balbi         |

## Altri media
Dalla serie sono stati tratti due film d'animazione direct to video, intitolati Kong - Il re di Atlantis (2005) e Kong - Ritorno alla giungla (2007), distribuiti esclusivamente in formato DVD.
Sono stati prodotti anche due videogiochi basati sulla serie TV, in esclusiva per Game Boy Advance. Il primo, chiamato semplicemente Kong: The Animated Series, è stato sviluppato e distribuito da Planet Interactive nel 2002, mentre il secondo dalla Majesco Games nel 2005.